# Christianna Brand
Christianna Brand (17 de diciembre de 1907 – 11 de marzo de 1988) fue un escritora británica de obras policíacas e infantiles.

## Vida y obra
Christianna Brand, de nacimiento Mary Christianna Milne, nació en 1907 en Malaya y creció en la India. Tuvo varias ocupaciones diferentes, incluyendo modelo, bailarina, dependiente de tienda e institutriz. Brand también escribió bajo los seudónimos Mary Ann Ashe, Annabel Jones, Mary Roland, y China Thomson. Christianna Brand fue presidenta de la Crime Writer's Association (Asociación de escritores policíacos) en 1972 y 1973.
Su primera novela, Death in High Heels, la escribió mientras Brand trabajaba como vendedora, surgiendo su idea de sus fantasías de eliminar a un molesto compañero de trabajo. El Inspector Cockrill de la Policía de Condado de Kent, apareció por primera vez en el libro Heads you lose en 1941, siendo uno de sus más apreciados personajes. Este personaje aparecería posteriormente en otras siete de sus novelas. La novela más famosa de Brand es Green for Danger (verde por peligro). Esta obra de tipo averigua quién es el asesino, se desarrolla en un hospital de la Segunda Guerra Mundial, fue adaptada al cine por Eagle-Lion Films en 1946, protagonizada por Alastair Sim como el Inspector. Brand interrumpió la serie al final de los años 1950s y se concentró en otros varios géneros e historias cortas. Fue candidata en tres ocasiones a los Premios Edgar: por el relato corto "Poison in the Cup" (EQMM, feb. 1969), por "Twist for Twist" (EQMM, mayo 1967) y por una obra no de ficción sobre un caso de un asesinato escocés, Heavens Knows Who (1960). Brand es también la autora de la serie de cuentos para niños Matilda la enfermera, adaptada al cine por Emma Thompson en la película Nanny McPhee (2005).
Sus cuentos con el Inspector Cockrill y una obra de teatro anteriormente inédita se reunieron en la obra The Spotted Cat and Other Mysteries from Inspector Cockrill's Casebook, editada por Tony Medawar (2002).
Era prima del ilustrador Edward Ardizzone.

### Serie sobre el Inspector Cockrill
- Heads you loose (1941)
- Green for danger (1944) (Publicada en España en 2017 por Ediciones Siruela, con el título La muerte espera en Herons Park, traducción de Raquel G. Rojas.)
- Suddendly at His Residence o The Crooked Wreath (en los Estados Unidos) (1946)
- Death of Jezebel (1948)
- London Particular" o "Fog of Doubt" (en los Estados Unidos) (1952)
- Tour de force (1955)
- The Three Cornered Halo
- Colecciones: The Spotted Cat and Other Mysteries from Cockrill's Casebook (2002), antología póstuma

### Inspector Charlesworth
- Death in High Hells (Muerte en tacones de aguja) (1941)
- The Rose in Darkness (La Rosa en la oscuridad) (1979)

### Inspector Chucky
- Cat and Mouse (Gato y ratón) (1950)
- A Ring of Roses (Un anillo de rosas) (1977) (firmada como Mary Ann Ashe)

### Otras novelas
- The Single Pilgrim (1946) (escrita bajo el nombre Mary Roland)
- The Three Cornered Halo (1957)
- Starrbelow (1958) (escrita bajo el nombre China Thompson)
- Dear Mr. MacDonald (1959)
- Court of Foxes (1969)
- The Radiant Dove (1975) (escrita bajo el nombre Annabel Jones)
- Alas, for Her That Met Me! (1976) (escrita bajo el nombre Mary Ann Ashe)
- The Honey Harlot (1978)
- The Brides of Aberdar (1982)

### No-ficción
- Heaven Knows Who (1960)

### Colecciones
- What Dread Hand? (1968)
- Brand X (1974)
- Buffet for Unwelcome Guests (1983)

### Literatura infantil

#### SerieMatilda(Nanny McPhee)
- Nurse Matilda (1964)
- Nurse Matilda Goes to Town (1967)
- Nurse Matilda Goes to Hospital (1975)

#### Otras obras para niños
- Danger Unlimited (1948)